# Nagyhajmás
Nagyhajmás es un pueblo ubicado en el distrito de Hegyhát, en el condado de Baranya, Hungría.

## Superficie
Posee una superficie de 18,01 kilómetros cuadrados.

## Demografía
Hasta 2019 la población era de 278 habitantes, con una densidad de población de 15,44 habitantes por kilómetro cuadrado.